# Rafael Llopart i Ferret
Rafael Llopart i Ferret (Sitges, 23 d'abril del 1847 – Barcelona, 15 de febrer del 1927) va ser un comerciant i filantrop indià.
Fill de Bartomeu Llopart i Condis, i de Teresa Ferret i Soler, tots dos naturals de Sitges. Es va casar a l'abril de 1873, a la Parroquia Catedral de Santa Catalina de Ricci, Guantánamo (Cuba), amb Maria Vidaud Caignet, nascuda a Cuba, descendent de nobles francesos instal·lats al Carib, fugint de la Revolució Francesa.

## Etapa cubana
De família de pescadors, ja de jove —i com molts altes sitgetans— va emigrar a Cuba. Allí va establir-se a Guantánamo, on acabaria essent un dels socis de la casa comercial i financera Brauet y Cía, societat que tingué per accionistes diversos convilatans seus. Durant la Guerra dels Deu Anys (1868-1878) participà en diverses accions militars com a tinent coronel del «Batalló de Voluntaris». Entre el 1882 i el 1886 va ser alcalde de Guantánamo; el seu govern va estar marcat per força reformes urbanes, de sanejament i administratives. D'aquest període és la construcció d'un pont sobre el riu Guaso, que durant molt de temps va ser anomenat «puente Llopart». El 1886 va ser nomenat Fill Adoptiu de Guantánamo. Ocupà altres càrrecs, com el de diputat provincial, vocal de la Junta d'Obres del port de Santiago de Cuba, i va representar la diputació provincial en l'Exposició Universal de Barcelona del 1888.

## Etapa catalana (1890 - 1927)
L'any 1890 va tornar definitivament a Catalunya, per establir-se a Barcelona. No va abandonar, però, alguns dels negocis que tenia a l'illa antillana, i va col·laborar amb 150.000 pessetes de l'època en l'emprèstit per a sufragar la guerra de Cuba. Va fer dues visites a l'illa ja independent, el 1900 i el 1912, per tenir-hi cura de negocis, i en les dues ocasions se li va reconèixer la tasca feta en el govern municipal de Guantánamo.
Amb el gran capital va adquirir participacions en diversos negocis, entre els quals la botiga d'ultramarins i colonials La Tropical (1891), a la rambla de Canaletes de Barcelona, o part de la casa Vidal i Martí (1894), dedicada a la fabricació i comercialització de teixits. Posteriorment, el 1924, els accionistes Joan Martí, Rafael Llopart i Joan Trenchs van constituir a Barcelona la societat Textil Martí, Llopart i Trenchs S.A., que tenia centres fabrils a Rosselló de Segrià i al Pla de Santa Maria. A la dècada de 1960 va anar de mal borràs i va ser adquirida per Hilaturas Gossypium. Encara que no prou documentat, sembla que el Llopart citat és Rafael Llopart i Vidaud, fill de Llopart i Ferret. Els seus parents Calixt i Emerencià Bergnes de Las Cases Soler van continuar els negocis d'assegurances que també tenia a Guantánamo.

### Actuació a Sitges
En la seva vila natal va comprar diverses propietats rurals i urbanes, entre les quals el Más d'en Puig, que havia estat propietat del l’hisendat Josep Bonaventura Puig de Galup, i on anys després el compositor Enric Morera compondria l'òpera Empòrium, obra que dedicaria a Rafael Llopart, i la casa Josep Mirabent i Gatell, propietat que va ser d'aquest pintor, envoltada per un gran jardí i molt a prop de la tot just acabada estació de tren, casa avui coneguda com a casa Font Llopart. Va entrar en el negoci vinícola i es va especialitzar en el moscatell, que cultivava en les extenses propietats que tenia, especialment a Aiguadolç; va presidir la comissió de colliters de Sitges i, entre el 1902 i el 1903, la Sociedad Agrícola Suburense. El 1895 se li atorgà el títol de proveïdor de la Casa Reial.
Llopart va participar en nombroses iniciatives ciutadanes i va ocupar diversos càrrecs: tresorer de la societat Establecimientos de baños de mar y habitaciones para familias forasteras (1891) i de la comissió ciutadana pro-monument al doctor Robert (1902). Va estar molt vinculat a la Societat Recreativa El Retiro", en la qual va presidir la Comissió de Propietaris (1911-1917), va ocupar la vicepresidència de la Junta directiva (1918-1922) i el 1920 en va ser nomenat president honorari. Quan un incendi en va destruir l'edifici, va subscriure obligacions hipotecàries per tornar-lo a aixecar (1916).
Va contribuir generosament a la seva vila natal, reformant i cedint (1906) un local de la seva propietat perquè acollís les escoles de Sitges i el 1926 va oferir uns terrenys al carrer del seu nom perquè s'hi aixequessin les escoles de la vila (l'actual "CEIP Esteve Barrachina"). Però la seva aportació més important va estar vinculada a l'Hospital de Sant Joan Baptista. Va entrar a formar part de la junta l'any 1903 i quan van mancar els fons per a edificar l'edifici de l'hospital nou (1910-1912), va ser un dels benefactors que van avançar els capitals necessaris. Va tornar a col·laborar en la construcció de la capella (1915), en la realització del pavelló antituberculós Roger Deering i va subvencionar una moderna taula d'operacions (1908), la reixa de ferro de l'entrada (1912) i l'ampliació de la calefacció (1925). Va gestionar els tràmits de diversos llegats i, a partir de l'any 1924 i fins al seu traspàs, va ocupar-neà la plaça d'administrador.
Per les seves moltes aportacions filantròpiques, la corporació municipal, agraïda, el va nomenar fill predilecte de Sitges a l'abril del 1918. Posteriorment, el 1925, van donar el seu nom al carrer que passava davant de casa seva i que unia el camí de les Costes amb la platja de Sant Sebastià. En morir dos anys més tard, l'ajuntament va fer posar una placa amb el seu nom en el saló de plens, que es va descobrir per la Festa Major següent. El pintor Guillem Bergnes li va fer un retrat, exposat actualment a l'antic Hospital de Sant Joan Baptista.

## Descendents
Un dels seus fills, Rafael Llopart i Vidaud va ser dels impulsors de l'Exposició nacional de clavells i, entre 1915 i 1916, president del Futbol Club Barcelona. I Maria Llopart i Vidaud va ser mare de Carles Font i Llopart, alcalde de Granollers entre 1953 i 1963.